# Mellicta rhoio
Mellicta rhoio är en fjärilsart som beskrevs av Charles Oberthür 1910. Mellicta rhoio ingår i släktet Mellicta och familjen praktfjärilar. Inga underarter finns listade i Catalogue of Life.